# Långa nätter
Långa nätter är den svenska artisten Melissa Horns debutalbum från 2008. Det producerades av Lasse Englund och Jan Radesjö. Albumets direkta och nära känsla i text och melodi har varit utgångspunkten i den akustiskt dominerande produktionen. På albumet återfinns singlarna Långa nätter, En famn för mig och Lars Winnerbäck-duetten Som jag hade dig förut.

## Låtlista
Alla låtar är skrivna av Melissa Horn
1. Kvar i nåt jag lämnat – 3:27
2. Långa nätter – 3:21
3. Vår sista dans – 3:00
4. Som jag hade dig förut (med Lars Winnerbäck) – 3:45
5. När det äntligen är över – 2:47
6. New York – 3:29
7. En famn för mig – 3:32
8. Hanna – 3:07
9. Sen en tid tillbaka – 3:54
10. Kungsholmens hamn – 3:32
11. Till Hiva – 2:35

## Medverkande

### Musiker
- Melissa Horn – sång, akustisk gitarr
- Lasse Englund – akustisk gitarr, elgitarr, bas, mandola, dobro, e-bow, omichord, thermologitarr, kör (spår 6)
- Mikael Nilsson – trummor, slagverk
- Backa-Hans Eriksson – bas, kontrabas
- Rickard Nilsson – piano, orgel, wurlitzer, kör (spår 6)
- Marie Bergman – akustisk gitarr, kör (spår 6)
- Emeli Jeremias – cello
- Maja Palm – kör (spår 2, 3, 7, 8)
- Britta Bergström – kör (spår 5)

Tillagda musiker endast på Som jag hade dig förut
- Lars Winnerbäck – sång, akustisk gitarr
- Jan Radesjö – piano, synthesizer och bas
- Jörgen Wall – slagverk
- Mikael Nilsson – slagverk
- Magnus Fritz – trummor
- Torbjörn Stener – akustisk gitarr
- Cecilia Wadsten Radesjö – kör

### Produktion
- Alla låtar producerade av Lasse Englund, utom 4 och 11 av Jan Radesjö
- Claes Persson – mastering
- Lasse Englund – inspelning och mixning (Lasses hus)
- Pär Wickholm – form
- Sara Ringström – foto
- Per Lindholm – foto (Lars Winnerbäck), A&R

## Mottagande
Skivan fick ett blandat mottagande när den kom ut med ett snitt på 3,2/5 baserat på 10 recensioner.

## Listplaceringar
| Lista (2008) | Topplacering |
| ------------ | ------------ |
| Sverige      | 7            |